# Стара Лока
Стара Лока (словен. Stara Loka) — поселення в общині Шкофя Лока, Горенський регіон, Словенія. Висота над рівнем моря: 355,6 м.